# Plectris baraudi
Plectris baraudi är en skalbaggsart som beskrevs av Frey 1967. Plectris baraudi ingår i släktet Plectris och familjen Melolonthidae. Inga underarter finns listade i Catalogue of Life.